# Elvira Glaser
Elvira Glaser (* 6. Februar 1954 in Edesheim, Pfalz) ist eine Germanistin, die als Professorin an den Universitäten Augsburg und Zürich wirkte.

## Leben
Glaser studierte von 1972 bis 1978 an den Universitäten Konstanz und München Slawistik, Germanistik, Geschichte und Albanologie. 1983 promovierte sie in Universität Augsburg zum Thema Graphische Studien zum Schreibsprachwandel vom 13. bis 16. Jahrhundert. Vergleich verschiedener Handschriften des Augsburger Stadtbuches; 1991 habilitierte sie sich in Bamberg mit der Arbeit Frühe Griffelglossierung aus Freising. Ein Beitrag zu den Anfängen althochdeutscher Schriftlichkeit.
1993 bis 1995 war Glaser Professorin an der Universität Augsburg. 1995 übernahm sie an der Universität Zürich den Lehrstuhl für Germanische Philologie, den vor ihr Ludwig Tobler, Albert Bachmann, Wilhelm Wiget, Rudolf Hotzenköcherle und Stefan Sonderegger innehatten. Seit 2019 ist sie emeritiert.

## Forschung
Schwerpunkte von Glasers Forschen sind deutsche Sprachgeschichte, Graphematik des Frühneuhochdeutschen, althochdeutsche Glossierung, Geschichte der Textsorte Kochrezept, alemannische und bairische Dialektologie, historische Syntax des Deutschen, Syntax der deutschen Dialekte sowie Sprachkontaktphänomene.
Es ist wesentlich Glasers Verdienst, dass die jahrzehntelang vernachlässigte Thematik «Dialektsyntax» im deutschen Sprachraum zum vielbeachteten Forschungsgegenstand wurde. Ihr Projekt Dialektsyntax des Schweizerdeutschen, ist der Erforschung von Satzbau und Morphosyntax des Schweizerdeutschen gewidmet. Daraus entstanden ist der Syntaktische Atlas der deutschen Schweiz (SADS). Er steht in der Tradition des Sprachatlasses der deutschen Schweiz, der die Vielfalt von Lautung, Flexionsformen und Wortschatz kartographisch darstellt. Glaser arbeitete von Anfang an eng mit Sjef Barbiers zusammen, der an der Universität Leiden einen Syntaxatlas der niederländischen Dialekte erstellt. Ein Art Fortsetzung bildet das Projekt Modellierung morphosyntaktischer Raumbildung im Schweizerdeutschen (SynMod). Im Zentrum ihrer Aufmerksamkeit steht überdies die sogenannte kriegen- oder bekommen-Periphrase, ein Satzbildungstypus, den es in vielen germanischen Sprachen und Varietäten gibt.
Ein weiterer zentraler Themenkreis von Glasers Schaffen sind die Schreibsysteme in althochdeutscher und frühneuhochdeutscher Zeit. Im Zentrum steht dabei eine systematische Gesamtdarstellung der Kürzungen in althochdeutschen Griffelglossen.
Glaser ist in zahlreichen Institutionen und Forschungsorganisationen engagiert. So ist sie beispielsweise seit 1997 Mitglied der Leitungskommission des Phonogrammarchivs der Universität Zürich (seit 2004 Co-Präsidentin), seit 1998 Vorstandsmitglied im Verein für das Schweizerdeutsche Wörterbuch und seit 2008 Mitglied im Forschungsrat des Instituts für Kulturforschung Graubünden. Von 2001 bis 2010 war sie auch Mitglied des Forschungsrats des Schweizerischen Nationalfonds (Abt. I) sowie von 2017 bis 2018 Präsidentin der Wörterbuch-Kommission der Schweizerischen Akademie der Geistes- und Sozialwissenschaften.

## Publikationen (Auswahl)
Monographien
- Graphische Studien zum Schreibsprachwandel vom 13. bis 16. Jahrhundert. Vergleich verschiedener Handschriften des Augsburger Stadtbuches (= Germanische Bibliothek. III. Reihe). Dissertation 1983. Winter, Heidelberg 1985.
- Frühe Griffelglossierung aus Freising. Ein Beitrag zu den Anfängen althochdeutscher Schriftlichkeit (= Studien zum Althochdeutschen. 30). Habilitationsschrift 1991. Vandenhoeck & Ruprecht, Göttingen 1996.
- Syntaktischer Atlas der deutschen Schweiz (SADS). Bd. 1: Einleitung und Kommentare. Bd. 2: Karten. Francke, Tübingen 2021, ISBN 978-3-7720-8744-8.

Aufsätze
- Zur Struktur des Lehnwortschatzes im Arbrisht. In: Francesco Altimari, Gabriele Birken-Silverman, Martin Camaj, Rupprecht Rohr (Hrsg.): Atti del Congresso Internazionale di studi sulla lingua, la storia e la cultura degli albanesi d’Italia (Mannheim, 25–26 giugno 1987). Università della Calabria, Rende 1991, S. 129–142.
- Morphologie und Funktion des unbestimmten Artikels im Bairischen. In: Hans-Werner Eroms, Hermann Scheuringer (Hrsg.): Sprache an Donau, Inn und Enns. Vorträge des Symposions zu Sprache und Kultur des altbairischen Raumes 1994. Linz 1996 (Schriften zur Literatur und Sprache in Oberösterreich 5), S. 149–169.
- Dialektsyntax: eine Forschungsaufgabe. In: Bericht über das Jahr 1996. Schweizerdeutsches Wörterbuch. Schweizerisches Idiotikon. [Zürich] 1997, S. 11–30 (Digitalisat).
- Die Kochbücher der Philippine und Sabina Welser. Philologisch-linguistische Betrachtungen zu zwei frühen Frauenkochbüchern. In: Mark Häberlein, Johannes Burkhardt (Hrsg.): Die Welser. Neue Forschungen zur Geschichte und Kultur eines oberdeutschen Handelshauses. Akademie, Berlin 2002, S. 510–549.
- Zu Entstehung und Charakter der neuhochdeutschen Schriftsprache: Theorie und Empirie. In: Raphael Berthele, Helen Christen, Sibylle Germann, Ingrid Hove (Hrsg.): Die deutsche Schriftsprache und die Regionen (= Studia Linguistica Germanica. 65). de Gruyter, Berlin 2003, S. 57–78.
- (zusammen mit Claudia Bucheli Berger:) Zur Morphologie des (ko)prädikativen Adjektivs und Partizips II im Alemannischen und Bairischen. In: Franz Patocka, Peter Wiesinger (Hrsg.): Morphologie und Syntax deutscher Dialekte und Historische Dialektologie des Deutschen. Beiträge zum 1. Kongress der Internationalen Gesellschaft für Dialektologie des Deutschen, Marburg/Lahn, 5.–8. März 2003. Präsens, Wien 2004, S. 189–226.
- Zur Syntax des Lëtzebuergeschen: Skizze und Forschungsprogramm. In: Claudine Moulin, Damaris Nübling (Hrsg.): Perspektiven einer linguistischen Luxemburgistik. Studien zur Diachronie und Synchronie. Winter, Heidelberg 2006, S. 227–245.
- Syntaktische Raumbilder. In: Franz Patocka, Peter Ernst (Hrsg.): Dialektgeographie der Zukunft. Akten des 2. Kongresses der Internationalen Gesellschaft für Dialektologie des Deutschen (IGDD). Steiner, Stuttgart 2008, S. 85–111.
- (fünf Aufsätze, zumeist in Zusammenarbeit:) Griffelglossen; Formenkongruenz und funktionale Adäquatheit; Graphematik und Phonematik; Echternacher Handschriften; Freisinger Glossenhandschriften. In: Rolf Bergmann, Stefanie Stricker (Hrsg.): Die althochdeutsche und altsächsische Glossographie. de Gruyter, Berlin / New York 2009, S. 202–229; 372–386; 995–1019; 1257–1278; 1353–1383.
- (zusammen mit Walter Breu:) Stimmen der Vergangenheit. Die ältesten albanischen Tonaufzeichnungen von 1907, 1914 und 1918 aus Wiener und Berliner Archiven. In: Bardhyl Demiraj (Hrsg.): Wir sind die Deinen. Studien zur albanischen Sprache, Literatur und Kulturgeschichte, dem Gedenken an Martin Camaj (1925–1992) gewidmet. Harrassowitz, Wiesbaden 2010, S. 199–230.
- (zusammen mit Claudia Bucheli Berger und Guido Seiler:) Is a syntactic dialectology possible? Contributions from Swiss German. In: Andrea Ender, Adrian Leemann, Bernhard Wälchli (Hrsg.): Methods in Contemporary Linguistics. Trends in Linguistics. de Gruyter, Berlin/Boston 2012, S. 93–119.
- Typen und Funktionen volkssprachiger (althochdeutscher) Eintragungen im lateinischen Kontext. In: Marry Garrison, Marco Mostert, Arpád Orbán (Hrsg.): Spoken and Written Language. Relations between Latin and the Vernaculars in the Earlier Middle Ages (= Utrecht Studies in Medieval Literacy. 24). Brepols Publishers, Turnhout 2013, S. 277–302. [Überarbeitung von: Typen und Funktionen volkssprachiger (althochdeutscher) Eintragungen im lateinischen Kontext. In: Sprachwissenschaft 28 (2003), S. 1–27.]
- (zusammen Gabriela Bart, Robert Weibel und Pius Sibler:) Analysis of Swiss German syntactic variants using spatial statistics. In: Xosé Afonso Álvarez Pérex, Ernestina Carrilho, Catarina Magro (Hrsg.): Current Approaches to Limits in Dialectology. Cambridge Scholars Publishing, Newcastle upon Tyne 2013, S. 143–169.
- Wandel und Variation in der schweizerdeutschen Syntax. In: Taal en Tongval 66, 2014, S. 21–64, doi:10.5117/TET2014.1.GLAS.

Herausgeberschaft
- mit Helen Christen und Matthias Friedli: Kleiner Sprachatlas der deutschen Schweiz. Huber, Frauenfeld/Stuttgart/Wien 2013 [7. Auflage 2019].
- mit Johannes Kabatek und Barbara Sonnenhauser: Sprachenräume der Schweiz. Band 1: Sprachen. Narr Francke Attempto, Tübingen 2024, ISBN 978-3-381-10401-7 (doi:10.24053/9783381104024).